# Hercostomus separatus
Hercostomus separatus is een vliegensoort uit de familie van de slankpootvliegen (Dolichopodidae). De wetenschappelijke naam van de soort is voor het eerst geldig gepubliceerd in 1976 door d'Assis-Fonseca.